# San Andrés Zautla
San Andrés Zautla è un comune del Messico, situato nello stato di Oaxaca.